# 元谦 (颍川王)
元谦（?—?），字徽礼，元魏宗室，河南郡洛阳县（今河南省洛阳市东）人，魏孝文帝元宏曾孙，相国、清河文宣王元亶之子，东魏孝静帝元善见的弟弟。
天平元年（534年）十月十七，高欢拥立元谦的二哥元善见为皇帝。天平三年十二月壬申（537年1月2日），清河王元亶去世，兴和二年闰五月己丑（540年7月2日），元谦的大哥元景植被封为宜阳郡王，三哥元威为清河王，元谦为颍川王。根据元景植的墓志铭，元威作元徽义，官至骠骑大将军、仪同三司、清河王，元谦作元徽礼，官至骠骑大将军、仪同三司、颖川王。